# Kongres Socialnih demokratov 2024
15. kongres Socialnih demokratov 2024 je volilni kongres stranke SD v letu 2024. Potekal je 13. aprila 2024 v hotelu Union v Ljubljani. Na njem so izvolili novo vodstvo, za predsednika stranke je bil izvoljen Matjaž Han, ki je za deset glasov premagal Milana Brgleza.

## Ozadje
Za podrobnosti glej Afera sodna stavba.
Za zamenjavo celotnega vodstva so se v stranki odločili zaradi afere z nakupom sodne stavbe, ki je dodobra zamajala razmerja v vladi in stranki SD. Prvotno so k odstopu pozvali le takratno pravosodno ministrico Dominiko Švarc Pipan ter razrešili državnega sekretarja Uroša Gojkoviča, sam je odstopil glavni tajnik Klemen Žibert. Kmalu pa so se med lokalnimi odbori in posamezniki iz stranke začeli vrstiti pozivi k odstopu celotnega vodstva. Stranka se je za volilni kongres odločila v ponedeljek, 12. februarja 2024 in svojo odločitev po seriji sestankov sporočila javnosti.

## Kandidati
V sredini marca so se zaključili postopki evidentiranja kandidatov za novega predsednika SD, izvoljenega na kongresu. Dotedanja predsednica Tanja Fajon soglasja h kandidaturi ni podala in se v pismu članstvu poslovila od vodenja stranke. Kandidaturo so napovedali vodja poslanske skupine Jani Prednik, župan Ajdovščine Tadej Beočanin ter evroposlanec Milan Brglez.
Stranka je v tednih pred kongresom izvedla tudi predkongresne dogodke po državi, na katerih so se kandidati predstavili članstvu ter razpravljali o prihodnosti Socialnih demokratov.
12. aprila, torej dan pred kongresom, je svojo kandidaturo za predsednika stranke napovedal še Matjaž Han. Čeprav je sprva namigovanja o kandidaturi večkrat zavrnil, si je zadnji dan premislil, v izjavi za javnost pa poudaril, da je šlo za osebno odločitev.

## Rezultati
V 2. krog sta se uvrstila Matjaž Han in Milan Brglez. Slednji je dobil tudi podporo Janija Prednika, medtem ko Tadej Beočanin v nadaljnjem glasovanju ni podprl nikogar. V drugem krogu je Matjaž Han za deset glasov premagal Milana Brgleza in postal nov predsednik Socialnih demokratov.
| #  | Kandidat       | 1. krog    | 1. krog | 2. krog               | 2. krog               |
| #  | Kandidat       | Št. glasov | Izid    | Št. glasov            | Izid                  |
| -- | -------------- | ---------- | ------- | --------------------- | --------------------- |
| 1. | Tadej Beočanin | 69         | Izpadel | podpora: /            | podpora: /            |
| 2. | Milan Brglez   | 104        | 2. krog | 172                   | Izpadel               |
| 3. | Matjaž Han     | 115        | 2. krog | 182                   | Zmagal                |
| 4. | Jani Prednik   | 96         | Izpadel | podpora: Milan Brglez | podpora: Milan Brglez |